# 李鴻昭
李 鴻昭（り こうしょう、Lǐ Hóngzhāo、? - 1862年）は、太平天国の指導者の一人。天地会出身。
広東省出身。1854年に蜂起して、広州を包囲したが失敗して北上し、1855年に江西省に入り、太平天国軍に加入し、翼王石達開の部隊に属した。
1857年、石達開の天京離脱に従い、江西省・浙江省・福建省・湖南省・広西省を転戦した。1860年、譚星・林彩新・周春・陳栄らとともに石達開軍を離脱し、「殿左三中隊将」を名乗って広東省・江西省・湖南省の境界を転戦した。1861年、江西省で太平天国の侍王李世賢軍に出会い、李世賢に従って浙江省に入り、金華・仙居を転戦し、錦天義に封じられた。台州の守将に任ぜられたが、1862年、台州は陥落し、捕らえられ処刑された。